# Carl Lauzil
Josef Georg Carl Lauzil (eigentlich Laužil, * 27. Februar 1842 in Wien; † 12. Oktober 1902 in Graz) war ein österreichischer Architekt, der auch den Grazer Zentralfriedhof plante und Direktor der k.k. Staatsgewerbeschule in Graz gewesen ist.

## Werdegang
Nach der technischen Hochschule besuchte er ab 1861 die Akademie der Bildenden Künste und lernte bei den Ringstraßenarchitekten Eduard van der Nüll und August Siccardsburg und später bei Friedrich von Schmidt. Ab 1870 war er gemeinsam mit diesem Bauführer am Stephansdom in Wien. In diesem Jahr heiratete er Cornelia Jasper (* 1848, † 1932). 1873 wurde Lauzil Chef bei der neugegründeten Donaustadt-Baugesellschaft. Nach einem Jahr (1876) als Fachlehrer an der Staatsgewerbeschule in Pilsen wurde er zum Konservator der k.k. Central Commission zur Erforschung und Erhaltung der Kunst- und Historischen Denkmäler in Böhmen ernannt.
1879 wurde Carl Lauzil als Nachfolger von August Ortwein zum Direktor der k.k. Staatsgewerbeschule in Graz bestellt, eine Funktion, die er 23 Jahre hindurch innehatte. Ab 1880 war er auch Konservator der Steiermark. Während dieser Tätigkeiten arbeitet Lauzil weiterhin als Architekt, unter anderem am Grazer Zentralfriedhof, am Gebäude der Reininghausstiftung und an der Villa des Bankier Kleinoschegg.

## Ehrungen
- Gundel-Preis

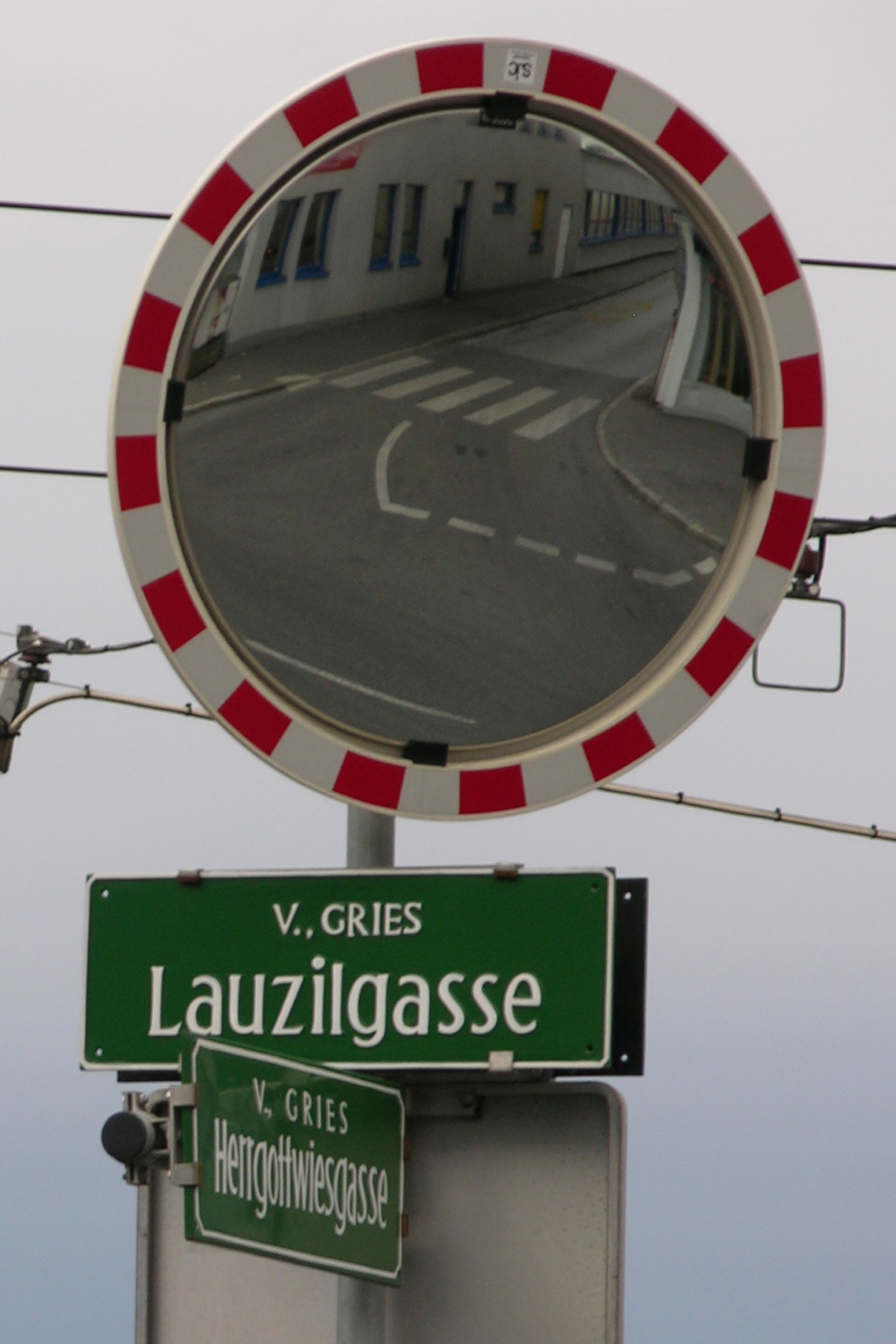
Straßenschild in Graz, V. Bezirk Gries, Lauzilgasse / Herrgottwiesgasse

- 1902 wurde Carl Lauzil der Titel Regierungsrat verliehen.
- Die Straße von der Herrgottwiesgasse zum Grazer Zentralfriedhof trägt seinen Namen.

## Grabstelle
Carl Lauzil ist im Familiengrab auf dem evangelischen Stadtfriedhof St. Peter bestattet.